# Insomnia (álbum de Hed PE)
Insomnia es el sexto álbum de estudio por Hed PE. Publicado el 17 de julio de 2007.

## Listado de canciones
| N.º | Título                                                   | Escritor(es)   | Duración |  |
| 1.  | «Madhouse»                                               | Hed PE         | 2:05     |  |
| 2.  | «Walk On By»                                             | Hed PE         | 4:26     |  |
| 3.  | «Game Over»                                              | Hed PE         | 4:58     |  |
| 4.  | «Habeus»                                                 | Hed PE         | 3:42     |  |
| 5.  | «Suffa»                                                  | Hed PE         | 2:57     |  |
| 6.  | «Comeova2nite» (featuring Roscoe)                        | Hed PE         | 4:17     |  |
| 7.  | «C2GU»                                                   | Hed PE         | 1:51     |  |
| 8.  | «RTO» (featuring Big B)                                  | Hed PE         | 4:36     |  |
| 9.  | «Mirrorballin»                                           | Hed PE         | 4:30     |  |
| 10. | «Tienanman Squared»                                      | Hed PE         | 3:29     |  |
| 11. | «Children»                                               | Stephen Stills | 4:01     |  |
| 12. | «Atlantis A.D.»                                          | Hed PE         | 5:57     |  |
| 13. | «Wind Me Up» (featuring Kottonmouth Kings and Tech N9ne) | Hed PE         | 5:13     |  |
| 14. | «Don't Let Me Down»                                      | Hed PE         | 7:17     |  |

## Personal
- M.C.U.D - Voz
- Jaxon - Guitarra
- Doug «DJ Product 1969 ©» Boyce - Platos
- Mark «Mawk» Joven - Bajo
- Trauma - Batería

- Datos: Q3282317